# 餌
餌（えさ、え、じ）は、動物を飼育や捕獲するための食物。ベイト（英: Bait）とも呼ぶ。
動物が自らの糧として獲得する食料をいうこともあるが、この語義は掲載しない国語辞典もあり、「餌生物」や「餌資源」といった表現は「食物資源」や「採食資源」とすべきという指摘もある。

## 字義
漢字「餌」は、本来は餅の一種、あるいは一般化して、食べ物全般を意味する。この意味は熟語「食餌」「薬餌」などに現れている。

## 飼育
人間が生活領域内で管理・飼養する動物を飼養動物といい、資源動物、使役動物（労働動物）、愛玩動物などに分けられる。家畜等に与える餌は飼料という。特に牛馬などに与える、刈り取った牧草や干草などを飼葉（かいば）という。
給餌方法には、常時摂餌可能にする不断給餌法と1日の給餌量を制限する制限給餌法がある。実験動物の場合、マウス、ラット、ハムスター等の小型げっ歯類では不断給餌法が一般的で、特にマーモセット類は少量ずつ何回にも分けて摂取する習性を考慮する必要がある。一方、モルモットやウサギなどでは栄養の過剰摂取にならないよう制限給餌法がとられる。

## 捕獲
罠のうち、箱わなや囲いわなでは餌を利用して捕獲する（くくりわな等では餌は使用しない）。動物を誘引餌（ベイト）でおびき出して捕らえるわなをベイトトラップと呼ぶ。餌には米ぬか、野菜、濃厚飼料、粗飼料などが用いられる。なお、罠の使用等には法規制がある場合がある。

### 釣り餌

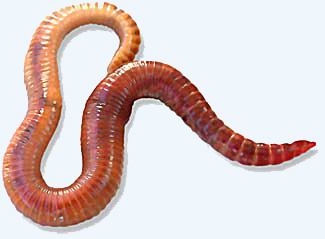
ミミズ（Red wiggler）

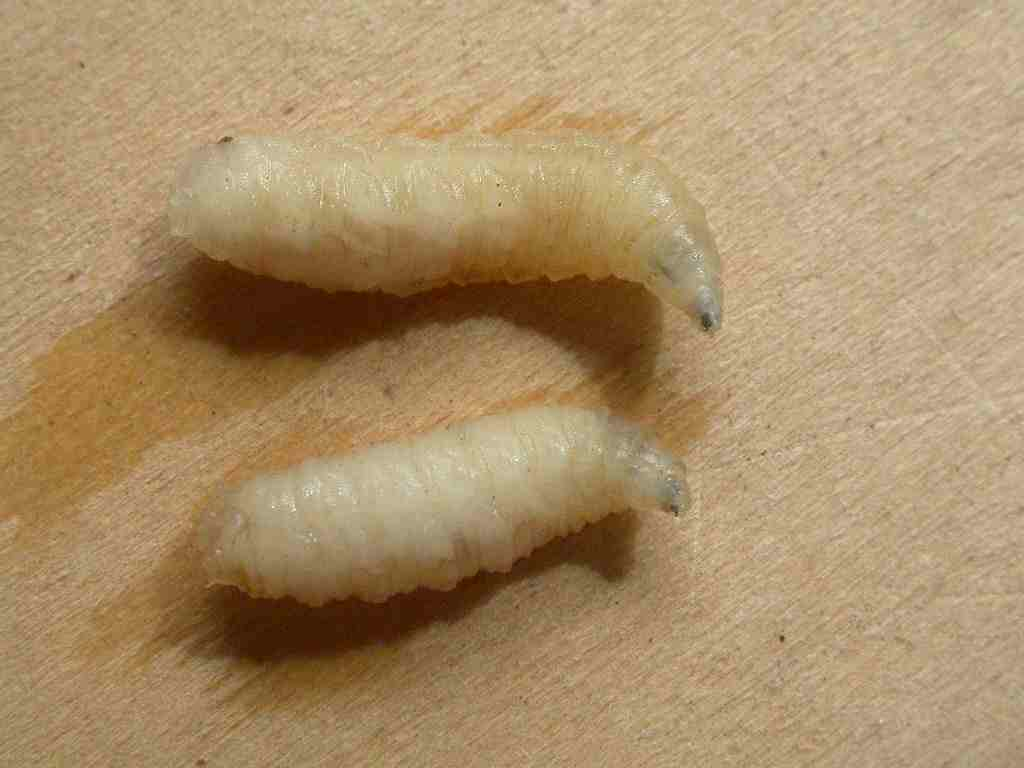
サシ

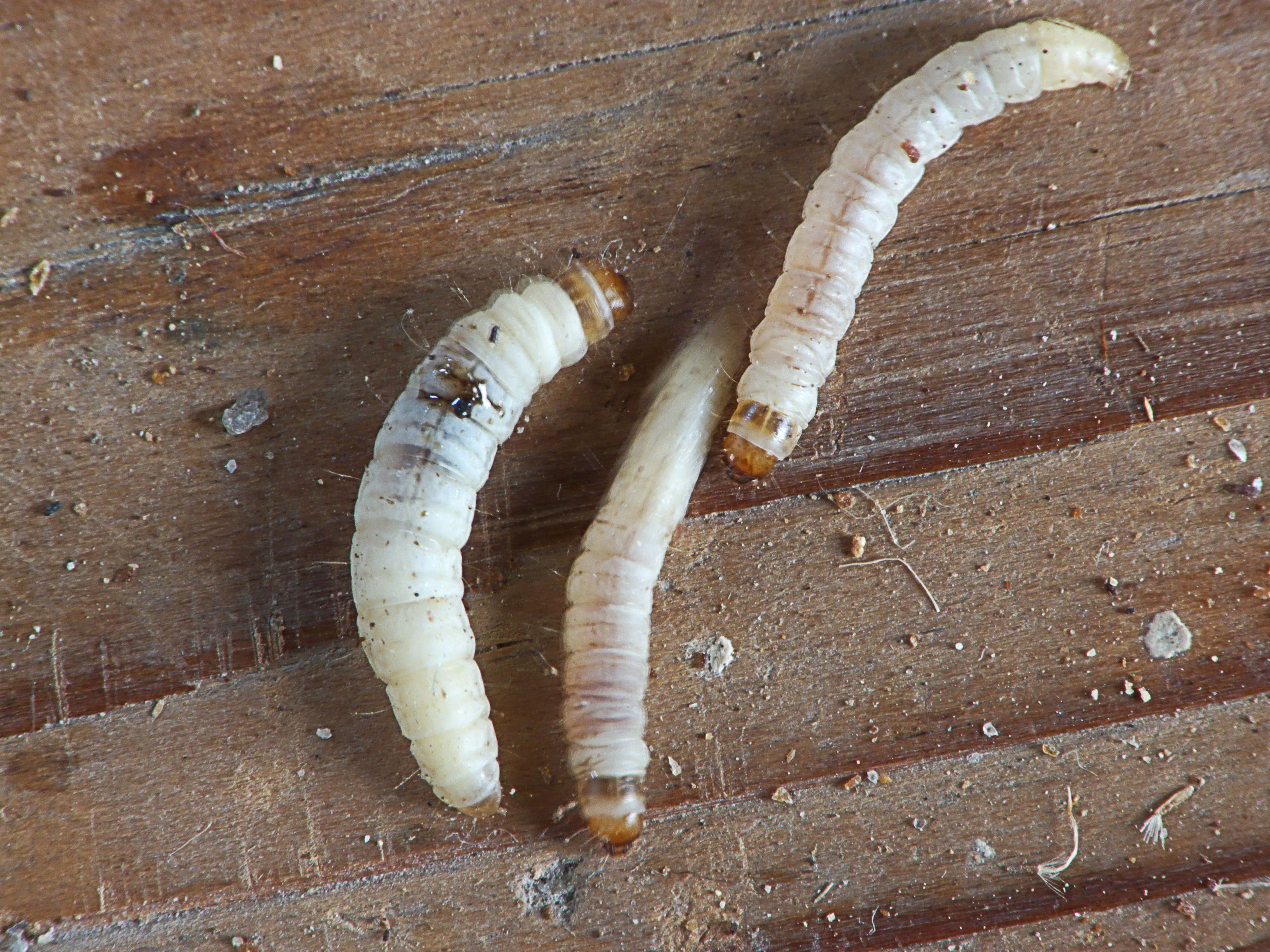
ワックスワーム（Waxworm）

釣り餌（英: Fishing bait）を用いて魚を誘う餌釣りと、ルアーなど疑似餌を用いる釣りがある。
このうち餌釣りの餌の使用法には付け餌と撒き餌（コマセ）がある
- 付け餌
  - 釣り針の針先に付ける餌[5]。
  - 海釣りでは、イソメ類、切り身エサ（サバ、カツオ、イカなどの切り身を使った短冊）、オキアミ（Krill fishery）、生き餌（イワシ、アジ、エビなどを生きたままかけるもの）、イワシなどの魚の塩漬けなど多様な餌を用いる[6]。このほか練り餌やボイリーもある。イソメ類にはイソメ（Eunicida）やゴカイ（Hediste diversicolor）などがある。
  - 渓流釣りではトビケラなどの水生昆虫の幼虫、あるいはその周辺で見られるそれらの成虫を使う。また、ミミズ（Red wiggler）、サシ（Rat-tailed maggot）、ブドウ虫（Waxworm）、イクラ（Salmon roe）などが渓流釣り餌として市販されている。
- 撒き餌（コマセ）
  - 船や磯、堤防などから撒いて魚をおびき寄せるための餌[5]。

### 微生物
微生物を餌で釣り出すのを釣り餌法という。

## 比喩
転じて、人間を誘惑する際に使う品物や報酬などのことを餌と呼ぶ。